# 1994 en philosophie
Chronologie de la philosophie
- 1990
- 1991
- 1992
- 1993
- 1994
- 1995
- 1996
- 1997
- 1998

L’année 1994 a été marquée, en philosophie, par les événements suivants :

## Publications
- The Correspondence of Thomas Hobbes, 2 vol., édité par Noël Nalcolm, Oxford, Clarendon Press, 1994.

## Décès
- 15 octobre : Sarah Kofman, philosophe et écrivaine française née 1934.